# Льерганес
Льерганес (исп. Liérganes) — муниципалитет в Испании, входит в провинцию Кантабрия в составе одноимённого автономного сообщества. Муниципалитет находится в составе района (комарки) Трасмьера. Граничит на севере с Медио-Кудейо, на востоке с Риотуэрто, на юге с Мьерой, и на западе с Пенагосом.
Через территорию муниципалитета протекает река Мьера. Занимает площадь 36,73 км².

## Население
| Год  | Численность | Численность   |
| ---- | ----------- | ------------- |
| 2001 | 2266        | [ 1 ]         |
| 2002 | 2266        | [ 2 ]         |
| 2004 | 2328        | [ 3 ]         |
| 2005 | 2391        | [ 4 ]         |
| 2006 | 2403        | [ 5 ]         |
| 2007 | 2447        | [ 6 ]         |
| 2008 | 2464        | [ 7 ]         |
| 2009 | 2467        | [ 8 ]         |
| 2010 | 2462        | [ 9 ]         |
| 2011 | 2457        | [ 10 ]        |
| 2012 | 2441        | [ 11 ]        |
| 2013 | 2435        | [ 12 ]        |
| 2014 | 2370        | [ 13 ] [ 14 ] |
| 2015 | 2386        | [ 15 ]        |
| 2016 | 2372        | [ 16 ]        |
| 2017 | 2355        | [ 17 ]        |
| 2018 | 2370        | [ 18 ]        |
| 2019 | 2379        | [ 19 ]        |
| 2020 | 2407        | [ 20 ]        |
| 2021 | 2403        | [ 21 ]        |
| 2022 | 2423        | [ 22 ]        |
| 2023 | 2397        | [ 23 ]        |
| 2024 | 2394        |               |

## Основные населённые пункты
Все поселения муниципалитета сосредоточены около двух основных населённых пунктов («ядер муниципалитета»):
- Льерганес — административный центр, в котором расположено аюнтамьенто. Численность населения в 2008 году составляла 1698 человек. Он расположен на высоте 110 метров над уровнем моря, в 27,5 км от Сантандера (↘).
- Паманес.

| Населённый пункт    | Местечки |
| Льерганес (столица) | Калгар Ла-Костера Экстремера Льерганес Эль-Меркадильо Лас-Поркерисас Лос-Прадос Ла-Киэва Ла-Раньяда Эль-Рельяно Рубалькаба Ла-Вега |
| Паманес             | Букарреро Каса-дель-Монте Эль-Кондадо Ла-Эрран Сомарриба Тарриба                                                                   |

## Органы власти
Главным органом местного самоуправления является муниципальный совет (аюнтамьенто), который избирается местными жителями с помощью процедуры всеобщего, прямого и тайного голосования. Возглавляет совет алькальд Льерганеса.
| Муниципальные выборы, 27 мая 2007 |        |         |      |
| Partido                           | Голоса | %       | Мест |
| PP                                | 839    | 52,22 % | 6    |
| PRC                               | 567    | 33,16 % | 4    |
| PSOE                              | 216    | 12,63 % | 1    |

| Муниципальные выборы, 20 ноября 2011 |        |         |      |
| Partido                              | Голоса | %       | Мест |
| PP                                   | 783    | 47,6 %  | 5    |
| PSOE                                 | 446    | 27,11 % | 3    |
| PRC                                  | 396    | 24,07 % | 3    |

## Транспорт
- Региональные трассы: CA-160, CA-162 и CA-260
- Железнодорожная станция Льерганес (FEVE), связывающая муниципалитет с Сантандером[24]

## Культурное наследие

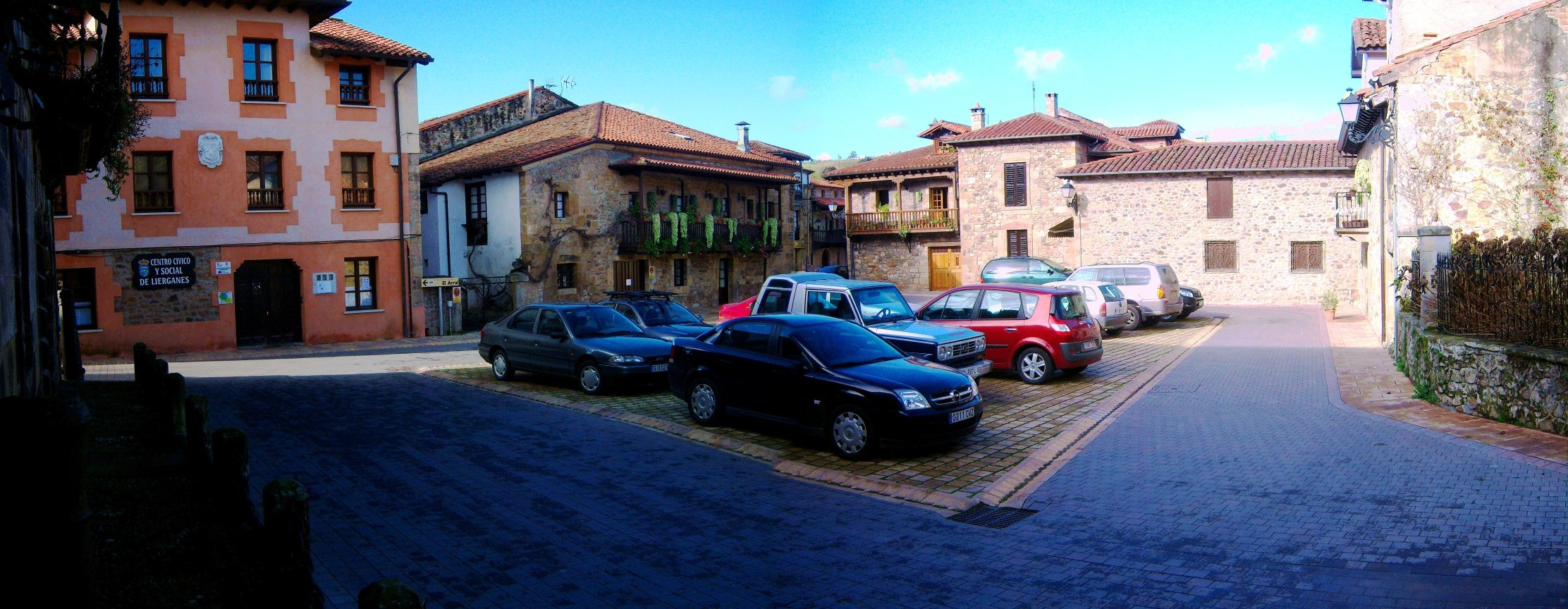
Площадь Маркес-де-Вальдесилья

- Дворец Эльседо[25]
- Дворец Куэста-Меркадильо
- Крест Рубалькабы[26]
- Церковь Святого Петра в веригах
- Исторический центр Льерганеса

### Фольклор
С Льерганесом связана легенда о Человеке-рыбе, образ которого до сих пор представляет интерес как для жителей Испании, так и для туристов. На берегу реки Мьеры, где по преданию любил плавать Франсиско, установлена статуя местной знаменитости.

## Экономика
17,5 % населения муниципалитета работает в первичном секторе экономике, 15,4 % занято в строительстве, 17,1 % в промышленности, а 49,9 % — в секторе услуг.